# Gabe Speier
Gabriel James Speier (Santa Bárbara, California, 12 de abril de 1995), más conocido como Gabe Speier, es un jugador profesional estadounidense de béisbol que se desempeña en la posición de lanzador en Seattle Mariners, equipo de las Grandes Ligas de Béisbol (MLB).

## Carrera
Speier hizo su debut en la MLB con el equipo Kansas City Royals, en el cual jugó cuatro temporadas (2019-2022), después pasó a Seattle Mariners, donde lleva jugando dos temporadas.